# Wohngebäude

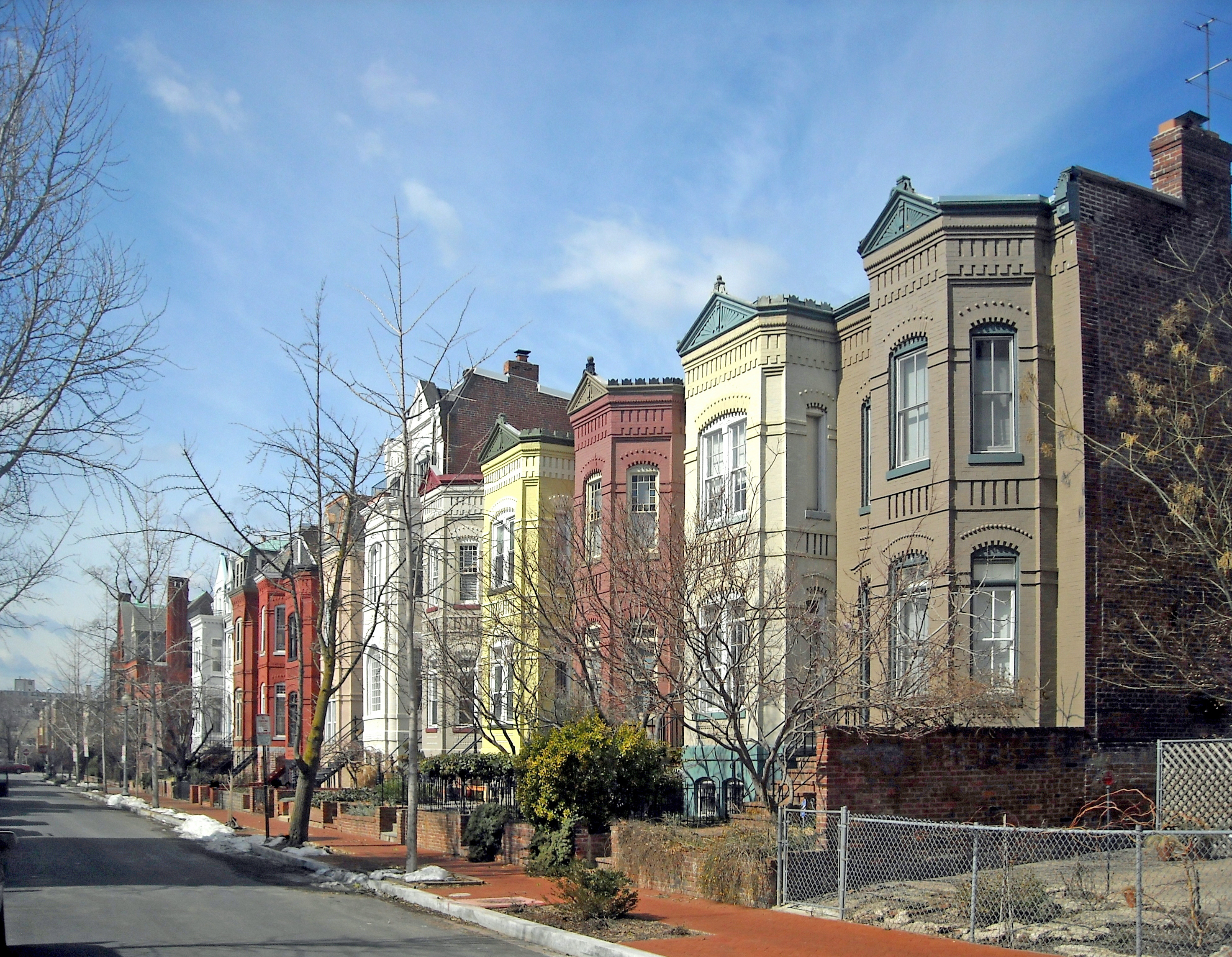
Wohngebäude in Washington, D.C.

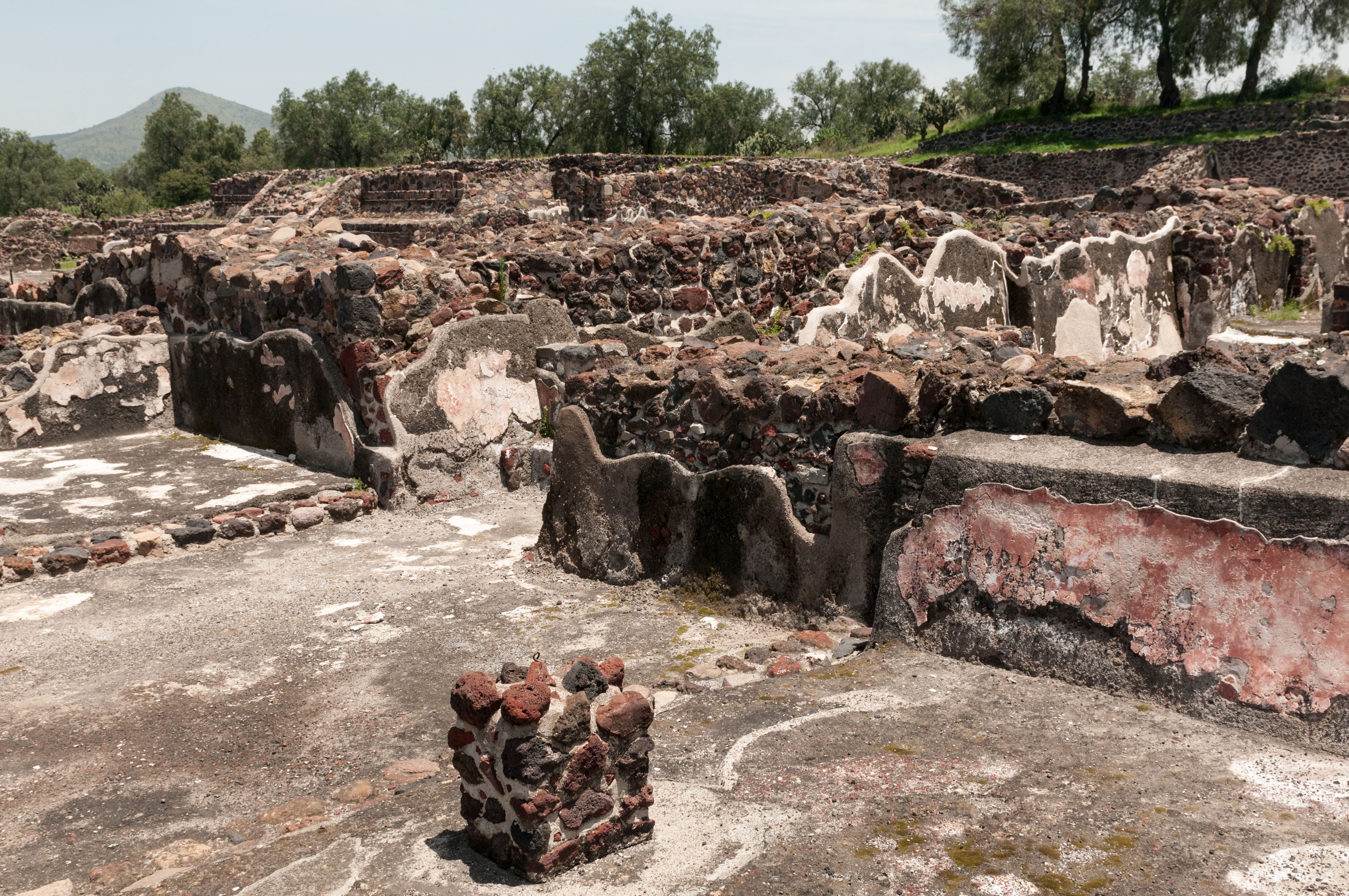
Reste eines Wohngebäudes in Teotihuacán, Mexico, erbaut etwa im Jahr 600

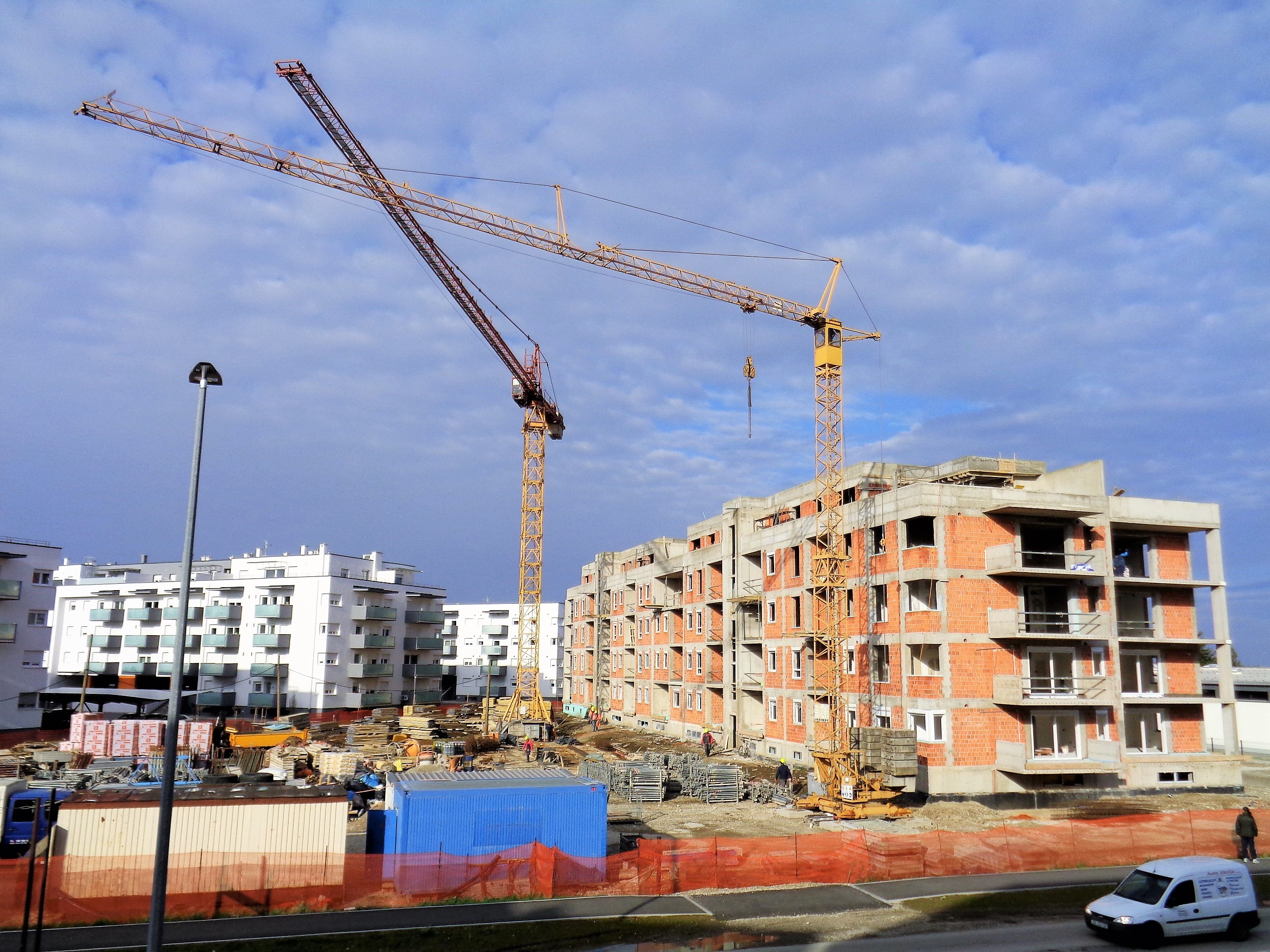
Wohngebäude in Čakovec, Kroatien, teilweise im Bau

Der baurechtliche Begriff Wohngebäude bezeichnet ein Gebäude, das vornehmlich dem Wohnen dient. Im allgemeinen Sprachgebrauch ist auch die Bezeichnung Wohnhaus üblich. Meistens ist ein Wohngebäude gleichzeitig ein Haus.

## Der Begriff
In Deutschland wird der Begriff vor allem in den Landesbauordnungen gebraucht. Dort gelten als Wohngebäude solche Gebäude, die ausschließlich für Wohnzwecke bestimmt sind. Für gewöhnlich sind freiberufliche Tätigkeiten inbegriffen, teilweise auch vergleichbare gewerbliche Nutzungen. Es können also auch gemischt genutzte Gebäude sein, soweit der Charakter einer Wohnnutzung erhalten bleibt.
Durch das Statistische Bundesamt werden zahlreiche Statistiken über Wohngebäude und Wohnungen erstellt. Wohngebäude sind demnach Gebäude, die mindestens zur Hälfte – gemessen an der Gesamtnutzfläche – Wohnzwecken dienen.
Für Wohngebäude gilt in Deutschland unter anderem die Energieeinsparverordnung (für bestimmte andere Gebäudetypen gilt sie nicht bzw. nur teilweise).
Die Bauordnung unterscheidet zwischen verschiedenen Wohngebäuden nach der Höhe:
Gebäude geringer Höhe sind Gebäude, bei denen der Fußboden keines Geschosses mit Aufenthaltsräumen im Mittel mehr als 7 m über der Geländeoberfläche liegt. Gebäude mittlerer Höhe sind Gebäude, bei denen der Fußboden mindestens eines Aufenthaltsraumes im Mittel mehr als 7 m und nicht mehr als 22 m über der Geländeoberfläche liegt. Hochhäuser sind Gebäude, bei denen der Fußboden mindestens eines Aufenthaltsraumes mehr als 22 m über der Geländeoberfläche liegt. (Landesbauordnung NRW)
Historisch wurde beispielsweise bei Volkszählungen statt des Begriffs Wohngebäude auch der Begriff Feuerstelle verwendet, weil es nur in einem Wohngebäude eine feste Feuerstelle (Herd) zum Zwecke der Zubereitung von Speisen gab, während andere Funktionsgebäude (Ställe, Scheunen …) keine Haushaltung beherbergten und daher die Feuerstelle einer Haushaltung (Hausgesess) im Sinne der Volkszählung gleichzusetzen war.

## Unterscheidung
Zur Unterscheidung verschiedener Haustypen kann zum Beispiel nach Nutzung, Baukonstruktion oder Stellung zu Nachbargebäuden und Art des Grundrisses differenziert werden. Nachfolgend einige Beispiele:
- nach Nutzung: Wohnhaus (Einfamilienhaus, Mehrfamilienhaus), Gartenhaus, Bauernhaus, Austragshaus (Haus des Altbauern)
- nach Material: Glashaus, Holzhaus, Energiesparhaus usw.
- nach Baukonstruktion: Blockhaus, Fachwerkhaus, Umgebindehaus, Grubenhaus, Erdhaus usw.
- nach Ausstattung und Komfort: Hütte, Baude, Baracke, Datsche, Bungalow, Chalet, Villa, Palais, auch temporäre Wohngebäude: Laube, Almhütte und Jagdhaus, Schutzhütten, Schrebergartenhaus usw.
- nach Stellung zu Nachbargebäuden
  - Freistehendes Haus: Ein Wohnhaus auf einem Grundstück mit Abstand zu den Nachbargebäuden, als Bauernhaus auch als Einhof
  - Doppelhaus: zwei Wohnhäuser haben an der Grundstücksgrenze eine gemeinsame Seitenwand, als Bauernhaus auch als Zwiehof (alte Erbteilungsform)
  - Reihenhaus: Mindestens drei Wohnhäuser haben an den Grundstücksgrenzen gemeinsame Seitenwände: Typisch im Stadtgebiet und anderen geschlossenen Siedlungen, als Dorfform insbesondere im Straßendorf: Hakenhof, Streckhof
  - Bei mehreren Bauten auf einem Grundstück
- Nach architektonischer Konzeption. So sind in den Vereinigten Staaten zum Beispiel traditionelle Einfamilienhäuser von der Außenansicht her gedacht, und das Hausinnere ist diesem Blick von außen unterworfen. Beim Contemporary-Stil dagegen (1945–1990) ist das Haus umgekehrt von innen her gedacht, von der Funktionalität der Räume her, die entsprechend ins Außen hinausgebaut sind.

Man unterscheidet auch, je nachdem, ob die Wirtschaftsräumlichkeiten im Wohngebäude untergebracht sind, das Eindachhaus oder, wenn sie als eigenständiges Gebäude stehen, verschiedene Gebäudeensemble: Paarhof, Haufenhof. Sind einzelne Bestandteile aneinander gebaut entstehen Flügel, traditionelle Formen: Zweiseithof, Dreiseithof, Vierseithof. Bei modernen Wohnhäusern sind solche Differenzierungen ungebräuchlich.
Grundrisskonfigurationen:

- Punkthaus:  Als Punkthäuser bezeichnet man Gebäude mit einem um einen Mittelpunkt zentrierten Grundriss. Meist werden mit dem Begriff Punkthaus Wohnhochhäuser mit innerem Erschließungskern und außenliegenden Wohneinheiten bezeichnet.
- Einraumhaus:  Einfachste Aufteilung des Grundrisses
- Bei aneinander gebauten oder verschmolzenen Bauten wird von Gebäudeflügel gesprochen. Eine dreiflügelige Anlage umgibt zumeist einen Ehrenhof, der in der Regel zur Erschließungsseite hin offen ist. Eine vierflügelige Anlage umschließt wie der bäuerliche Vierseithof oder der klösterliche Kreuzgang einen zumeist rechteckigen, geschlossenen Innenhof.
- Hofhaus mit Innenhof: Das altorientalische Hofhaus (z. B. der Sumerer) stellt einen der frühesten Vertreter dieses Bautyps dar. Die Grundrisse sind oft unregelmäßig und entwickeln viele Varianten, die im Westen an der ganzen Mittelmeerküste zu finden sind und im Osten in ganz Asien bis hin zu den Chinesischen Formen, zum Beispiel dem Siheyuan. Zu diesen Bauformen zählen auch der Vierkanter, die südländische Villa: die Patio- und Atriumhäuser.

Traditionelle Bauweisen in ethnologischem Kontext:
- Iglu, Zelt, Oca, u. v. a. m.

## Geschichte der Wohnhaustypen in Europa

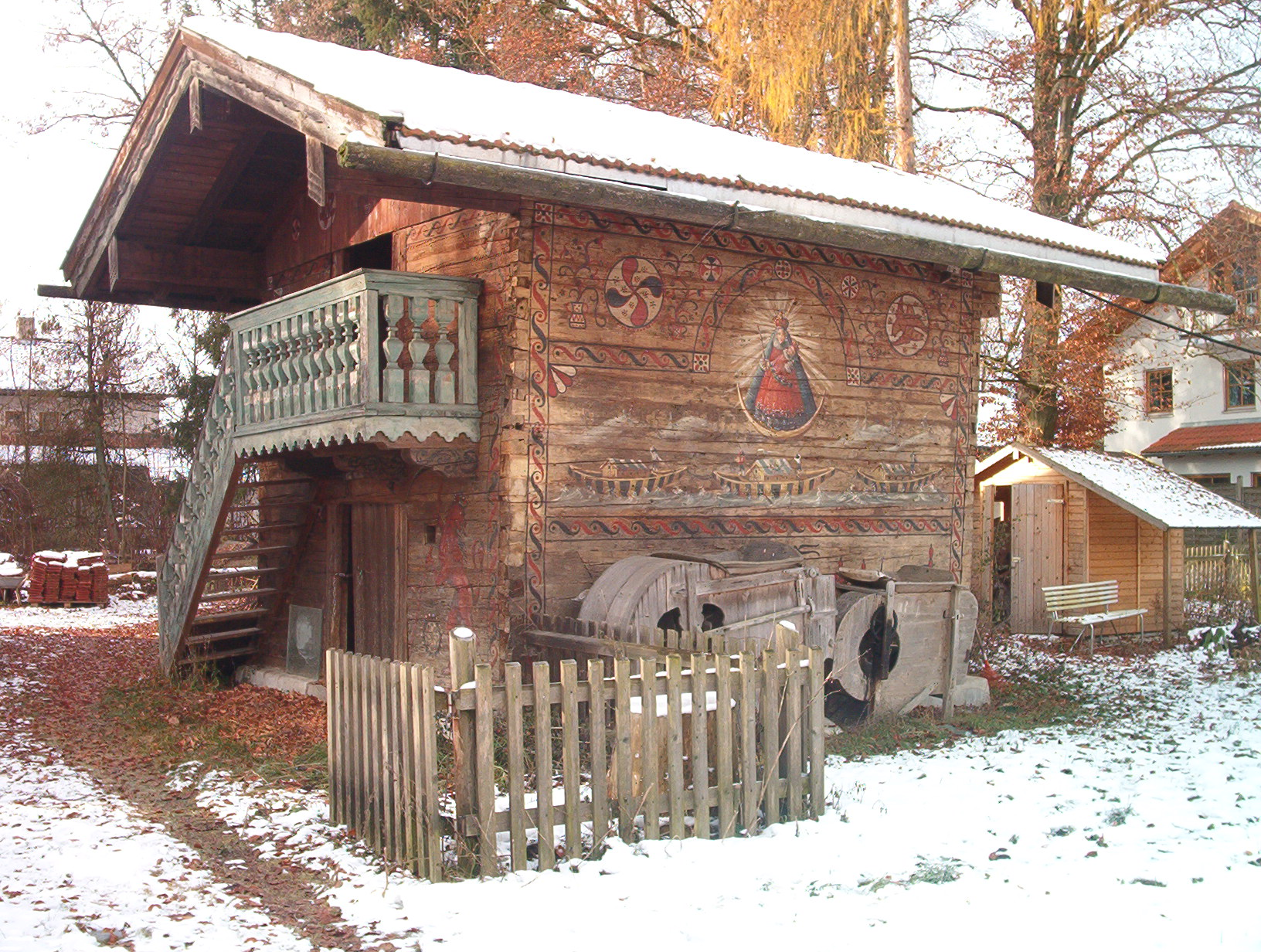
Altes Haus in Bruckmühl, Oberbayern

Die historische Entwicklung von Häusertypen in Europa ist im Folgenden genannt:

### Frühgeschichte
- u. a. Pfostenhaus

### Antike
- Megaron als Haustyp des antiken Griechenlands
  - Prostashaus als eine Weiterentwicklung des Megarons durch die Verschmelzung mit dem mediterranen Hofhaus.
- Pastashaus ein Haustyp, der sich im vierten vorchristlichem Jahrhundert im Norden Griechenlands verbreitete.
- Peristylhaus als eine Hofhausform die im Hellenismus weite Verbreitung fand und die Römer beeinflusste.
- Römerhaus als Sammelbegriff der Häuser des Römischen Reiches
  - Atriumhaus Haustyp mit Lichthof
  - Insula Bezeichnung für die im römischen Weltreich gebauten mehrstöckigen Mietshäuser
  - Villa Landhaus, das eher bäuerlich (Villa rustica) oder luxuriös (Villa urbana) gestaltet sein konnte.

### Mittelalter und Neuzeit
- Steinwerk als mittelalterlicher städtischer Haustyp
- Ernhaus als große mitteldeutsche Haustypfamilie (seit dem Mittelalter)
- Hallenhaus als große norddeutsche Haustypfamilie (seit dem 13./15. Jahrhundert)
- Gulfhaus als regionaler Haustyp an der Nordseeküste (seit dem 16./17. Jahrhundert)
  - Haubarg als nordfriesische Version des Gulfhauses
- Geesthardenhaus als regionaler Haustyp in Schleswig-Holstein
  - Uthlandfriesisches Haus eine Sonderform des Geesthardenhauses in Nordfriesland
- Bürgerhaus ähnlich dem Herrenhaus in den Niederlanden und Deutschland.

### Vorindustrielles Stadthaus
Entstanden aus der Tradition der mittelalterlichen Städte vereint es Wohnen und Arbeiten für Handwerker, Kaufleute und Ackerbürger unter einem Dach. Ein für die Stadt oder Stadtteil einheitliches Aussehen und Größe ergibt sich aus den Größen der Bauparzellen, Bauordnungen und Zeitpunkt des Wiederaufbaus nach Zerstörung ganzer Areale. Die Stadthäuser stammen aus der Zeit der Gotik bis zum Klassizismus.

### Städtisches Mietshaus

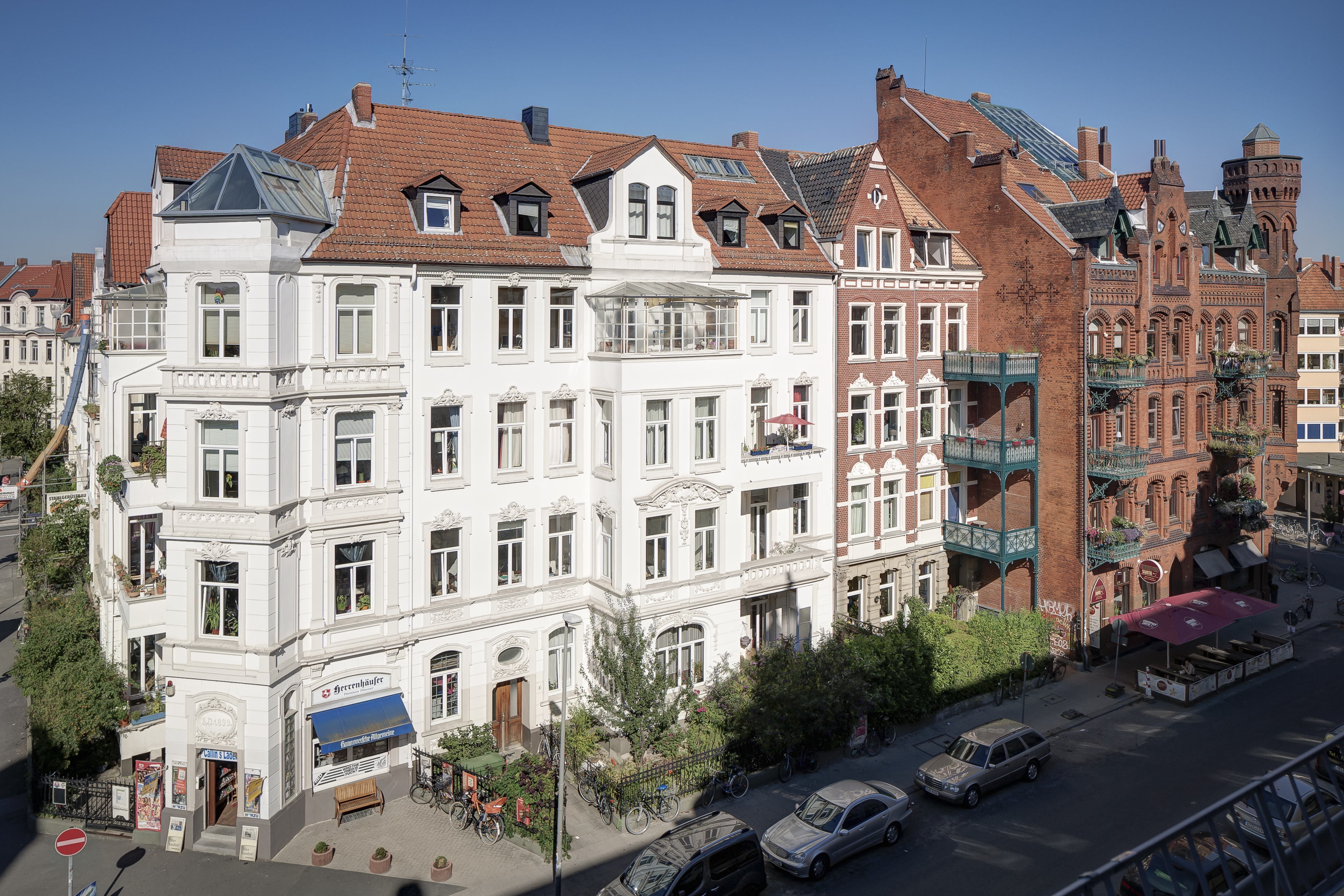
Städtisches Mietshaus aus der Industrialisierungsphase in der Nordstadt von Hannover

Entstanden ist das Mietshaus in der Zeit, als die Städte in der Industrialisierungsphase einen enormen Bevölkerungszuwachs hatten. Die städtischen Mietshäuser wurden als Kapitalanlage angelegt und damit auf Rendite optimiert. Das bedeutet: maximal mögliche Bebauung des Grundstücks, 4 bis 5 Vollgeschosse, unter Umgehung der Bauvorschriften auch mehr. Die extreme Ausprägung sind die Mietskasernen. Andererseits können städtische Mietshäuser auch großbürgerliche Wohnungen mit 500 m² Wohnfläche und mehr enthalten, mit entsprechend repräsentativer Innengestaltung. Die Außengestaltung erfolgte typisch in einem der vielen Stilrichtungen des Historismus. Die Bauweise folgte anfänglich teilweise noch vorindustriellen Traditionen, z. B. Fachwerk, das aber bauaufsichtlich bald verboten wurde und Baustoffe der Industrialisierung wie Mauerwerk aus genormten Backsteinen, Stahlträger und Beton setzte sich durch. Die Grundrisse entsprechen meist einem der örtlichen Typen.

### Siedlungshaus
- Ein- bis Zweifamilienhaus in ländlichen Gebieten, das nicht zu einem Bauernhof gehört
- Siedlungsbau in den Randzonen von Städten, Ausgangspunkt war die Gartenstadtbewegung
- Eigenheimbau der Nachkriegszeit

### Sozial motivierter Großsiedlungsbau
Angesichts der elendigen Wohnverhältnisse der Arbeiter-Familien gab es verschiedene Ansätze wohlhabender Personen, diese Not zu lindern. Typische Beispiele sind die Werkssiedlungen großer Fabriken. Auch private Vereine errichteten Siedlungen unter sozialen Aspekten, beispielhaft sei die Siedlung Ostheim in Stuttgart. Typisch für diese Siedlung ist eine große Anzahl von ähnlichen Häusern, etwa Reihenhäuser, Doppelhäuser mit mehreren Wohnungen oder Mehrfamilienhäuser. Nach dem Ersten Weltkrieg wurden viele Wohnsiedlungen durch Genossenschaften organisiert.

### Städtische Villa / Stadthaus
Einfamilienhaus mit gehobenem Anspruch an Wohnfläche, Komfort und Repräsentationsbedürfnis für die Oberschicht der Stadtbevölkerung. Die Städtische Villa entstand typisch in der Zeit von 1850 bis etwa 1930 und verdeutlicht im Stil deutlich den herrschenden Zeitgeschmack.
In neuester Zeit wird ein Gebäudetyp (flächensparend gebaute Reihenhäuser in innerstädtischer Lage) im Sinne englisch town house und in Anlehnung an Stadtvilla auch Stadthaus genannt.

### Großwohnungsanlagen
- Wohnhochhäuser
- Plattenbausiedlungen

## Geschichte der Wohnhauskonstruktion
In Mitteleuropa lassen sich im Hausbau verschiedene Phasen abgrenzen, die sich in Bauweise und verwendeten Materialien unterscheiden.
- Vorindustrielle Phase – Verwendung lokal verfügbarer Baumaterialien außer in den Repräsentationsgebäuden und Villen der gehobenen Schichten
  - Handgeformte Dachziegel und Backsteine, Weiche Dachdeckung anstatt Ziegel
  - Behauene Balken
  - Deckenkonstruktion aus Gewölben und Holzbalkendecken

Seit der Gotik findet sich aufwändiges Dekor, zunehmend im reichen Bürgerhaus, später allgemein:
  - Fassadengestaltung baulich oder farblich
  - Deckenstuck in Innenräumen, Deckenbemalungen
  - Verputzte, dann Gemalte Wände, Tapeten
  - Türen, Vertäfelungen und Treppenhaus
  - Glasfenster
- Gründerzeitphase (ca. 1850 bis Ende des Ersten Weltkriegs) – Verwendung industriell hergestellter Baumaterialien
  - Backstein, Gipsdielen, Beton
  - Gesägte Balken und Bretter
  - Geländer aus Gusseisen
  - Vorgefertigte Ornamentelemente
  - Deckenkonstruktionen aus
    - Holzbalkendecken mit Einschubboden aus Holz oder Fertigelementen (Gips)
    - Gewölbe aus Ziegel und Stampfbeton
    - Stahlträgerdecken mit Beton-Füllung oder Preussische Kappendecke
- Zwischenkriegszeit (1920 bis 1940) – Verwendung industriell hergestellter Baumaterialien wie in Phase davor
  - Vereinfachtes Dekor
- Wiederaufbauphase (1945 bis ca. 1960) – Bauen unter dem Diktat des Mangels
  - Verwendung von Materialien aus Abbruch und Trümmerschutt
  - Minimierung der Materialstärken in Wand und Dach
  - Ersatzbaustoffe, z. B. Sparbalken:  Deckenbalken aus Brettern zusammengenagelt (heute: Binder)
- Ausbauphase (ca. 1960 bis 1975) – Bauen geprägt durch zunehmenden Wohlstand
  - Großzügigere Gestaltung
  - Rückkehr zu hochwertigeren Baustoffen
  - Heizenergiebedarf wird kaum berücksichtigt
  - Flachdach
  - Abkehr von den Baustilen in lokaler Tradition, Import fremder Stile (beginnende Postmoderne)
- Industrialisiertes Bauen:
  - Fertighaus
  - Plattenbau

Das erste selbstreinigende Haus wurde 1980 von Frances Gabe entwickelt.

## Belege und Anmerkungen
1. ↑  Statistisches Bundesamt, Fachserie 5, Reihe 3, 2011, Seite 3.
2. ↑  Gesetze, Verordnungen und Ausschreiben für das Königreich Hannover: aus dem Zeitraume von 1813 bis 1839. Sechste Abtheilung. Polizei-Sachen, Band 7. S. 1248. (online in der Google-Buchsuche)
3. ↑  Marco Bussagli: Was ist Architektur. Kaiser Verlag, 2003, ISBN 3-7043-9017-8, S. 42 ff.